# Raphael Wolf
Raphael Wolf (München, 6 juni 1988) is een Duits voetballer die bij voorkeur als doelman speelt. Hij verruilde in 2017 Werder Bremen voor Fortuna Düsseldorf.

## Clubcarrière
Wolf speelde in de jeugd bij FC Tegernbach, MTV Pfaffenhofen, FSV Pfaffenhofen, SpVgg Unterhaching en Hamburger SV. Voor aanvang van het seizoen 2007/08 werd hij door hoofdcoach Huub Stevens bij het eerste elftal van HSV gehaald. Na twee seizoenen vertrok hij zonder één minuut te spelen naar het Oostenrijkse Kapfenberger SV. In drie seizoenen keepte hij 104 wedstrijden in de Oostenrijkse Bundesliga. Op 22 mei 2012 maakte Werder Bremen de komst van Wolf bekend, die een driejarig contract ondertekende bij de groen-witten. Hij debuteerde in de Bundesliga op 30 november 2013 tegen TSG 1899 Hoffenheim. Op 20 januari 2014 werd bekend hij in de terugronde van het seizoen 2013/14 de nummer één blijft.

1 Kwasigroch ·
3 Hoffmann ·
5 Heyer ·
6 Haag ·
7 Pejčinović ·
8 Jóhannesson ·
9 Vermeij ·
10 van Brederode ·
11 Kwarteng ·
12 Lunddal ·
15 Oberdorf ·
18  Niemiec ·
19 Iyoha ·
20  Siebert ·
21 Rossmann ·
22 Schmidt ·!
23 Appelkamp ·
24 Kownacki ·
25 Zimmermann ·
26 Schock ·
27 Jastrzembski ·
31 Sobottka ·
33 Kastenmeier ·
34 Gavory ·
35 Bunk ·
37 Savić ·
45 Affo ·
Coach: Thioune